# FAMO

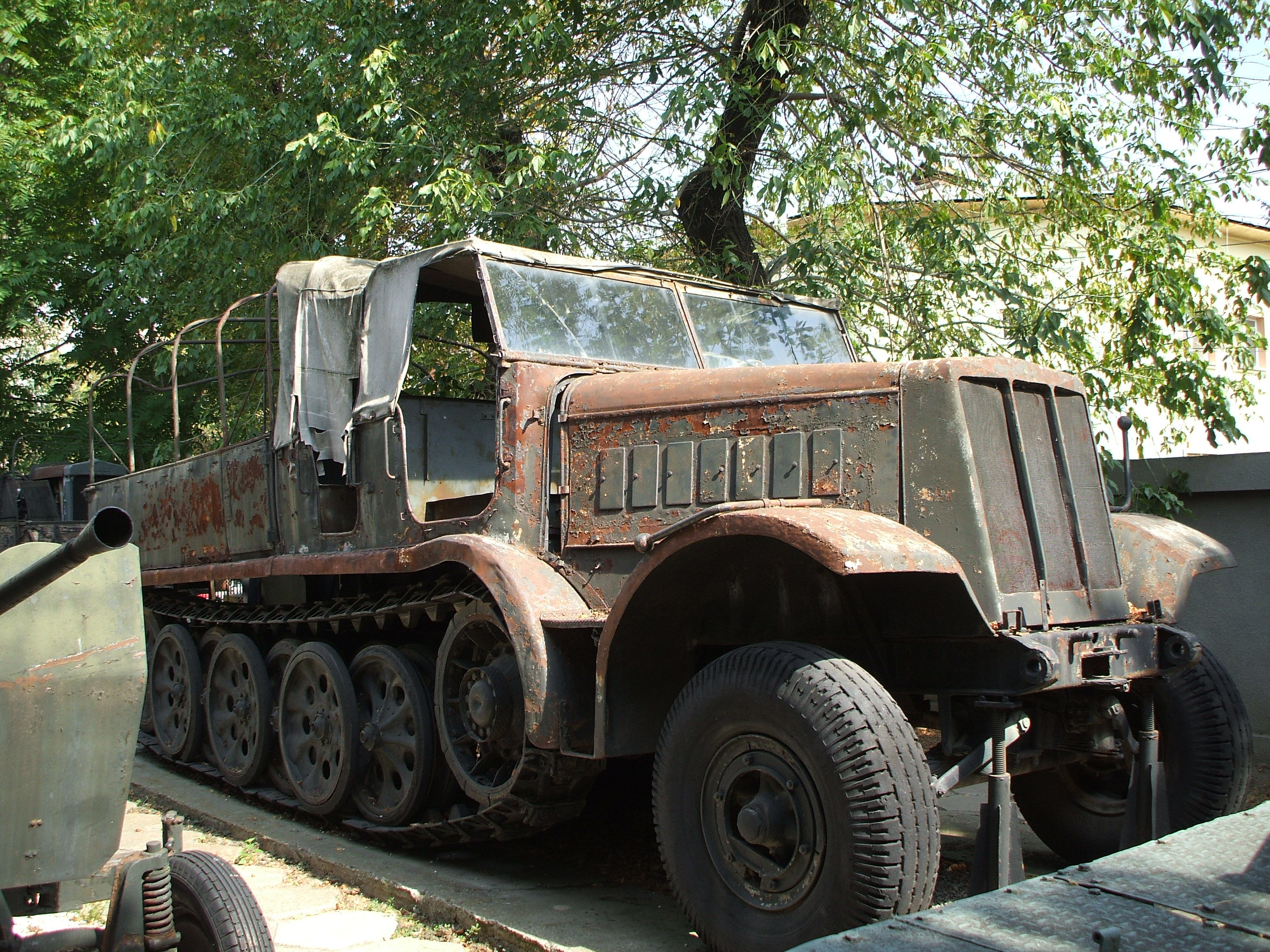
Un SdKfz 9 en el Museo Militar Nacional de Bucarest, Rumania

Fahrzeug und Motoren-Werke GmbH o simplemente FAMO (del alemán: Fábrica de vehículos y motores), fue un fabricante automotor alemán subsidiario del grupo Junkers. Su planta principal se ubicaba en Breslavia. 
En el año 1935 se instaló en las inmediaciones de la fábrica ferroviaria Linke-Hofmann-Busch (LHB), operando aquí hasta el término de la Segunda Guerra Mundial. Parte de sus operaciones se realizaban en Schönebeck, distrito de Salzland, inmediaciones que más tarde pasarían a convertirse en la fábrica de tractores Traktorenwerk Schönebeck, caracterizada por ser la única fábrica de tractores en funcionamiento en la República Democrática Alemana entre la década de 1960 y la caída del muro de Berlín. 
La fábrica empleó labor forzada en sus operaciones, prisioneros provenientes del campo de concentración de Gross-Rosen. El antropólogo alemán Egon von Eickstedt formó parte de la planta administrativa de FAMO con el fin de aportar al esfuerzo de guerra.

## Producción
FAMO, además de proveer a la Wehrmacht con tractores oruga y semiorugas de distintos tamaños y prestaciones, también se encargó de la producción de obuses autopropulsados, cazacarros y en menor medida camiones. 
- SdKfz 9 (Sonder-Kraftfahrzeug 9) – Semioruga pesado, el más potente en servicio en Alemania durante la Segunda Guerra Mundial
- Schwerer Zugkraftwagen 18 t (s.Zgkw. 18 t) – Semioruga con capacidad de carga de 18 toneladas
- Wespe (SdKfz 124) – obús autopropulsado con un cañón de 10,5 cm leFH 18M
- Marder II (SdKfz 131) – Cazacarros con un cañón de 7,5 cm PaK 40, producido entre los años 1942 y 1943